# Bandera de Prat de Comte
La bandera oficial de Prat de Comte (Terra Alta) té la següent descripció:
Bandera apaïsada, de proporcions dos d'alt per tres de llarg, verda, amb una faixa superior groga i una inferior blanca, de gruix 1/6 de l'alçària del drap, situades a 1/6 de la vora superior i inferior respectivament.
El sol i l'ovella de l'escut s'ha transformat en les faixes de la bandera.